# Sün!
A Sün! egy internetes mém. 2009. március 15-én a budapesti Kossuth téren videóra vették, amikor egy rendőrhadnagy többször Sün!-t kiált. Ez egy rendőri alakzatra utaló parancsszó, a jelenlévő civilek azonban nem értették. A dolog pikantériáját az adta, hogy amíg alakzatba álltak a rendőrök, addig a célszemély elsétált, így a sün alakzat bugyuta lett és nevetségesen felesleges. A kifejezés hamar népszerű lett, paródiák és karikatúrák jelentek meg az interneten az eset kapcsán. A rendőrséget ezután nevezték gúnyosan sündőrségnek, illetve a rendőrök közkeletű neve is a sün, sündőr lett.

## Az alakzat

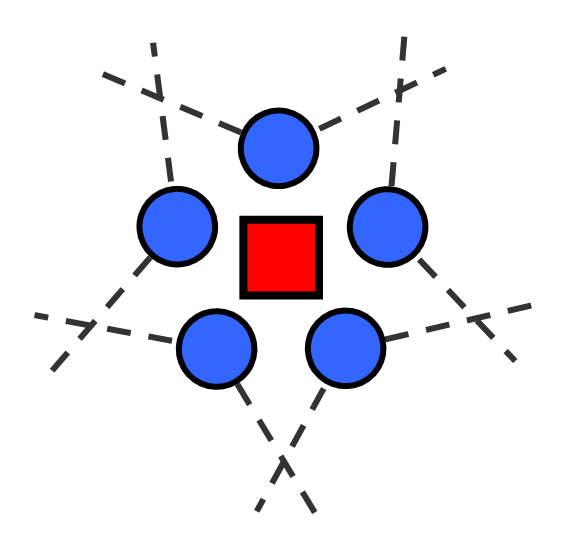
Sün alakzat.

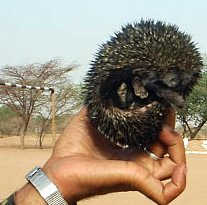
„Sün szakszerű tartása.”

Az alakzat lényege, hogy a rendőrök vállt vállhoz vetve, háttal a művelet alá vont személy felé fordulva körülveszik a védett (vagy elvezetni kívánt) célszemélyt, hasonlóan ahhoz, ahogyan a sün tüskéi védik az egyébként védtelen állat testét a támadótól. Így a belátott tér 360°-os lesz. Főleg rohamrendőrök használják, ekkor a rendőrsorfal megnyílik, az elfogócsoport kirohan, majd a kiemelt személyt sün alakzatban viszik a sorfal mögé.